# Zofia Zamenhof
Zofia Zamenhof, född 13 december 1889, död 1942 i Treblinka var en polsk barnläkare.
Zofia Zamenhof var dotter till Klara (1863–1924) och Ludwig Zamenhof (1859–1917), esperantos grundare. Hon hade två syskon, Lidia (1904–1942) och Adam (1888–1940). 
Under andra världskriget flyttades Zofia Zamenhof till gettot i Warszawa, där hon fortsatte sitt arbete som läkare. Under 1942 fördes hon från Umschlagplatz i Warszawas getto till förintelselägret i Treblinka, där hon avrättades, troligen i gaskammare.